# Péter Bakonyi (Fechter, 1938)
Péter Bakonyi (* 17. Februar 1938 in Budapest) ist ein ehemaliger ungarischer Säbelfechter.

## Erfolge
Péter Bakonyi wurde 1966 in Moskau mit der Mannschaft Weltmeister. 1962 in Buenos Aires, 1967 in Montreal und 1971 in Wien belegte er mit ihr jeweils den zweiten Rang, 1961 in Turin, 1963 in Danzig und 1969 in Havanna den dritten Rang. In Havanna erreichte er zudem sein einziges WM-Podium im Einzel, als er den dritten Platz erreichte. Dreimal nahm er an Olympischen Spielen teil: 1964 schloss er in Tokio die Einzelkonkurrenz auf dem neunten Platz ab, während er mit der Mannschaft Fünfter wurde. Vier Jahre darauf belegte er in Mexiko-Stadt im Einzel Rang 13. In der Mannschaftskonkurrenz erreichte er die Finalrunde und setzte sich im Gefecht um Rang drei gegen Frankreich mit 9:5 durch. Gemeinsam mit János Kalmár, Tamás Kovács, Miklós Meszéna und Tibor Pézsa erhielt er somit die Bronzemedaille. Bei den Olympischen Spielen 1972 in München zog Bakonyi mit der ungarischen Equipe erneut ins Gefecht um den dritten Rang ein und gewann dank eines 8:7-Erfolgs über Rumänien mit Pál Gerevich, Tamás Kovács, Péter Marót und Tibor Pézsa eine weitere Bronzemedaille. Bakonyi wurde dreimal ungarischer Mannschaftsmeister.